# Amaury Villalba Cisneros
Amaury Antonio Villalba Cisneros (Santo Domingo, 16 de noviembre de 1943 - 13 de enero de 1995) fue un biólogo marino y naturalista dominicano, investigador para la preservación de los animales en peligro de extinción y del medio ambiente. Fue el responsable de armar y montar algunas de las exhibiciones del Museo Nacional de Historia Natural Prof. Eugenio de Jesus Marcano. Trabajó por la conservación de la biodiversidad.

## Biografía
Hijo del matrimonio formado por el capitán Dorian Villalba Pereyra y la señora Francia Cisneros Mejía.
Estudió en la Universidad Autónoma de Santo Domingo, graduado de Agronomía, luego ingresó al Instituto Nacional de Recursos Hidráulicos (INDRHI) donde ocupó el puesto de Encargado de Interpretación de Suelos. Posteriormente entró a la editora Alpha y Omega funge como Encargado Artístico. Realizó también trabajos particulares en muchas instituciones, estatales, universitarias y del sector no-gubernamental.
Participó activamente en Educación Ambiental, dirigiendo con preferencia sus enseñanzas al público infantil y juvenil a través de materiales divulgativos, y exposiciones orales y panfletos para universidades tales como Conservemos la naturaleza uniéndola al desarrollo.
En el Museo Nacional de Historia Natural fungió como Encargado de diseños de exhibición y educación.  Hizo publicaciones de tipo científico sobre los mamíferos marinos.

### Recuperación de huesos ballena Jorobada

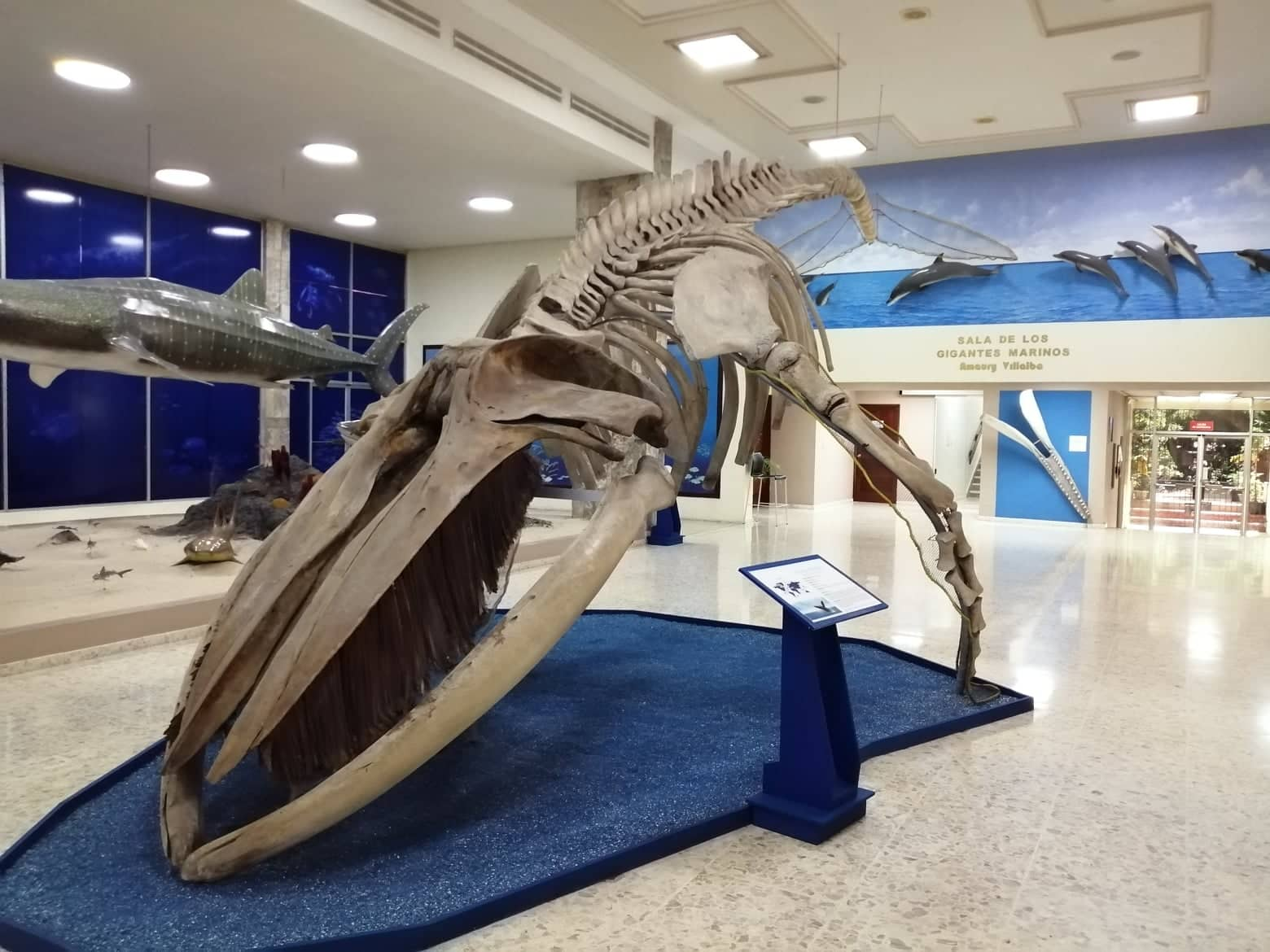
Ballena-AmauryVillalba

El gran esqueleto que está exhibido en la entrada del Museo Nacional de Historia Natural Prof. Eugenio de Jesús Marcano fue parte de una ballena jorobada que se encontró muerta en la playa de Portillo, Las Terrenas, Samaná los huesos el 24 de febrero de 1981.  Villalba fue una de las personas que estuvo en el proceso de recolección y montaje de la osamenta de la ballena.

### Ecoturismo en República Dominicana
Las primeras actividades de ecoturismo en el país tuvieron relevancia por los trabajos realizados en los años 80 por Tammy Domínguez y Amaury Villalba, técnicos de la Dirección Nacional de Parques quienes instalaron el primer centro de visitantes del país en la Isla Cabritos, Lago Enriquillo.

### Trabajos gráficos
Su especialidad de artista del diseño gráfico asociado a la naturaleza le mereció la preferencia de todas las organizaciones para sus trabajos de diseño y publicaciones  Hizo las ilustraciones de las portadas de varios libros del expresidente de la República Dominicana Prof. Juan Bosch, entre ellos: Cuentos de Navidad, Indios: apuntes históricos y leyendas, Crisis de la democracia de América en la República Dominicana, Póker de espanto en el Caribe y Las Dictaduras Dominicanas.  Incluyendo la portada del libro de Roberto Cassá, Historia Social y Económica de la República Dominicana

## Muerte en accidente Aéreo
El 13 de enero de 1995, los biólogos Tammy Domínguez y Amaury Villalba que realizaban una investigación para el Proyecto de Conservación de Manatíes auspiciado por las Naciones Unidas y el piloto de la avioneta en la que viajaban, murieron al precipitarse la nave Cesna 172, en aguas del Mar Caribe, en la Bahía de Neyba frente al Aeropuerto Internacional de Barahona. Este estudio lo realizaban junto al biólogo José Ottenwalder quién fue el único sobreviviente. Ottenwalder explicó que el accidente se registró cuando detectaron un banco de manatíes y realizaron una maniobra para observar mejor los animales marinos, precipitándose la avioneta al mar. Los biólogos trabajaban para el Proyecto de Conservación del Manatí (PROMANATI-PAD) una investigación que auspicia el Programa de las Naciones Unidas para el Desarrollo en coordinación con Pro-Pesca Sur.

### Manatí Tamaury
Meses después del suceso, el 28 de marzo de 1995, amigos de labores de Tammy Domínguez y de Amaury Villalba, lograron el rescate de un bebé manatí de apenas dos semanas de nacido y lo trasladaron al Acuario Nacional de Santo Domingo, bautizándolo Tamaury, usando las dos primeras sílabas de sus nombres Tam-Aury. Tamaury se convirtió en la mascota nacional, y en un gran atractivo para los niños y adultos.

## Calle con su nombre
El 24 de junio de 2005, el Ayuntamiento del Distrito Nacional rotuló dos calles del Residencial Costa Verde de la ciudad de Santo Domingo con los nombres de Tammy Domínguez y Amaury Villalba Cisneros, en homenaje al trabajo desarrollado por ambos en beneficio de ciencias como la biología y la espeleología.
Villalba fue miembro activo y participó en la mayoría de expediciones realizadas por el espeleogrupo en sus primeros años. El nombre de Villalba figura también en sendas cuevas en El Pomier, Capital Prehistórica de las Antillas, en la provincia San Cristóbal.

## Sala Amaury Villalba en Museo de Historia Natural
El 9 de junio de 2007 la Secretaría de Medio Ambiente reinauguró la sala de los Gigantes Marinos del Museo Nacional de Historia Natural con el nombre de Amaury Villalba Cisneros. En la sala están expuestos los esqueletos de la ballena jorobada (Humpback Whale en inglés) y otro de la ballena Sei o rorcual sei (Balaenoptera borealis).